# Kaitavaara
Kaitavaara är en kulle i Finland. Den ligger i Savukoski kommun i landskapet Lappland, i den norra delen av landet, 800 km norr om huvudstaden Helsingfors. Toppen på Kaitavaara är 443 meter över havet, eller 144 meter över den omgivande terrängen. Bredden vid basen är 3,6 km.
Terrängen runt Kaitavaara är huvudsakligen platt.Trakten runt Kaitavaara är nära nog obefolkad, med mindre än två invånare per kvadratkilometer. Det finns inga samhällen i närheten. 